# Мальцев Олександр Вікторович
Олександр Вікторович Мальцев (рос. Александр Викторович Мальцев; 26 квітня 1975, Норильськ, РРФСР — 13 березня 2023, Кремінна, Україна)— російський військовик, сержант ЗС РФ. Відомий під позивним «Кубань». Герой Російської Федерації.

## Біографія
Народився в багатодітній сім'ї, яка в 1979 році переїхала в Лабінськ. В 1992 році закінчив Лабінську середню загальноосвітню школу №4. На початку 1990-х років пройшов строкову службу в ЗС РФ, після чого служив за контрактом на таджиксько-афганському кордоні в 117-му прикордонному загоні групи прикордонних військ в Таджикистані. На початку 2000-х служив на Північному Кавказі. Учасник Другої чеченської війни. З 2011 року жив і працював в Санкт-Петербурзі.
У вересні 2022 року призваний в армію. Служив одному з підрозділів 144-ї мотострілецької дивізії, потім за власним проханням був переведений в штурмову роту 488-го мотострілецького полку своєї дивізії. Учасник вторгнення в Україну, командир відділення розвідки своєї роти. Бився в Сєвєродонецькому районі. Загинув у бою. Похований на Лабінському міському цвинтарі.

## Нагороди
- Медаль «За відвагу» (10 квітня 1995) — як сержант і командир інженерно-саперного взводу інженерно-саперного батальйону.
- Інші медалі
- Звання «Герой Російської Федерації» (14 квітня 2023, посмертно) — «за мужність і героїзм, проявлені під час виконання військового обов'язку.»